# Rumour Has It
Singles de Adele
Set Fire to the Rain
(2011) Turning Tables
(2011)
Rumour Has It est une chanson de la chanteuse britannique Adele, le deuxième single extrait de son deuxième album studio 21. La chanson a été écrite par Adele et Ryan Tedder, produit par Ryan Tedder.

## Classement et certifications

### Classement par pays
| Classement (2011-2012)                            | Meilleure position |
| ------------------------------------------------- | ------------------ |
| Australie (ARIA)                                  | 69                 |
| Belgique (Flandre Ultratip 100)                   | 3                  |
| Canada (Hot 100)                                  | 70                 |
| Canada (Alternative Rock)                         | 43                 |
| Pays-Bas (Nederlandse Top 40)                     | 21                 |
| Pays-Bas (Single Top 100)                         | 52                 |
| Royaume-Uni Singles (The Official Charts Company) | 85                 |
| États-Unis (Billboard Hot 100)                    | 16                 |
| États-Unis (Billboard Alternative Songs)          | 40                 |
| États-Unis (Billboard Rock Songs)                 | 28                 |
| États-Unis (Billboard Triple A)                   | 1                  |

### Certifications
| Pays            | Certifications | Ventes  |
| --------------- | -------------- | ------- |
| États-Unis RIAA | Or             | 500 000 |